# Germont
Germont település Franciaországban, Ardennes megyében. Lakosainak száma 51 fő (2022. január 1.). Germont Authe, Autruche, Belleville-et-Châtillon-sur-Bar, Boult-aux-Bois, Briquenay és Harricourt községekkel határos.

## Népesség
A település népességének változása:
| Lakosok száma | 61   | 52   | 51   | 38   | 46   | 47   | 48   | 49   | 49   | 51   |
|               | 1968 | 1982 | 1990 | 2006 | 2013 | 2015 | 2017 | 2019 | 2020 | 2022 |